# Nacaduba albofasciatus
Nacaduba albofasciatus är en fjärilsart som beskrevs av Johannes Karl Max Röber 1886. Nacaduba albofasciatus ingår i släktet Nacaduba och familjen juvelvingar. Inga underarter finns listade i Catalogue of Life.